# Wereldkampioenschappen moderne vijfkamp 1985
De wereldkampioenschappen moderne vijfkamp 1985 werden apart gehouden voor mannen en vrouwen. De mannen streden in Melbourne in Australië en de vrouwen in Montreal Canada. Er stonden vier onderdelen op het programma, twee voor de mannen en twee voor de vrouwen.

## Medailles

### Mannen
| Onderdeel   | Goud | Goud                                            | Zilver | Zilver                                     | Brons | Brons                                        |
| ----------- | ---- | ----------------------------------------------- | ------ | ------------------------------------------ | ----- | -------------------------------------------- |
| Individueel | HUN  | Attila Mizsér                                   | URS    | Anatoli Starostin                          | URS   | Igor Schwartz                                |
| Team        | URS  | Anatoli Starostin Igor Schwartz Anatoli Avdejev | HUN    | József Demeter László Fábián Attila Mizsér | ITA   | Carlo Massullo Daniele Masala Cesare Toraldo |

### Vrouwen
| Onderdeel   | Goud | Goud                                     | Zilver | Zilver                                                   | Brons | Brons                                                  |
| ----------- | ---- | ---------------------------------------- | ------ | -------------------------------------------------------- | ----- | ------------------------------------------------------ |
| Individueel | POL  | Barbara Kotowska                         | URS    | Irina Kiseljova                                          | POL   | Anna Bojan                                             |
| Team        | POL  | Barbara Kotowska Anna Bajan Dorota Nowak | URS    | Irina Kiseljova Tatjana Tsjernetskaja Svetlana Jakovleva | SWE   | Anne Sundell-Ahlgren Maria Larsson Elisabeth Johansson |

### Medaillespiegel
| Plaats | Land        | Goud | Zilver | Brons | Totaal |
| 1      | Polen       | 2    | 0      | 1     | 3      |
| 2      | Sovjet-Unie | 1    | 3      | 1     | 5      |
| 3      | Hongarije   | 1    | 1      | 0     | 2      |
| 4      | Italië      | 0    | 0      | 1     | 1      |
| 4      | Zweden      | 0    | 0      | 1     | 1      |
| Totaal | Totaal      | 4    | 4      | 4     | 12     |